# Mimura Iechika
Mimura Iechika est un nom japonais traditionnel ; le nom de famille (ou le nom d'école), Mimura, précède donc le prénom (ou le nom d'artiste).
Mimura Iechika (三村家親, 1517-24 février 1566) est un daimyo de l'époque Sengoku. Fils de Mimura Munechika, il est le seigneur du château de Bitchū Matsuyama situé dans la province de Bitchū. Tandis que la puissance des Hosokawa décroît dans la province, il rejoint la famille Shō et étend son pouvoir local et son influence dans la province.
Toutefois, des problèmes apparaissent avec la famille Shō, aussi Iechika se tourne-t-il vers Mōri Motonari à la recherche de soutien. Le clan Mōri lui vient en aide et soumet en grande partie la province pour son compte. Dans le même temps, Iechika déplace son quartier général du château de Tsurukubi au château de Matsuyama, confiant l'ancien fortification à son vassal principal, Mimura Chikanari.
En 1566, alors qu'il tient conseil avec ses principaux obligés au Kōzen-ji, Iechika est abattu par Endō Matajirō et Yoshijirō, deux frères qui en ont reçu l'ordre d'Ukita Naoie. C'est un meurtre inhabituel car les assassinats par arme à feu sont encore rares à l'époque.

## Source de la traduction
- (en) Cet article est partiellement ou en totalité issu de l’article de Wikipédia en anglais intitulé « Mimura Iechika » (voir la liste des auteurs).